# 波コレ
波コレとは、波コレクション＆コンテストの略で、レジンアートの魅力を広く発信するための作品展示＆コンテストイベントである。
2021年8月に第一回目が開催された。
2022年からはフリー部門、2024年からはアクセサリー部門が増設された。

## 目的
- レジンアートの普及と啓発
- 作家の発表・交流の場の提供
- 自然美・地域文化の再発見
- 社会的メッセージの発信
- 新たな出会いと挑戦のきっかけづくり

## 最優秀賞受賞者
| 大会名     | 会場                         | カテゴリ         | 受賞者                     | 作品 |
| ---------- | ---------------------------- | ---------------- | -------------------------- | ---- |
| 2021Summer | エポキシアート協会           | 波部門           | the Sea by SAORI UENO      |      |
| 2022Spring | 美ら海アートSHOP             | 波部門           | HIKARU                     |      |
| 2022Summer | エポキシアート協会           | 波部門           | mt_bacchus                 |      |
| 2022Summer | エポキシアート協会           | フリー部門       | telierノラ                 |      |
| 2023Summer | 日本レジンアートクラフト協会 | 波部門           | Laule’a resin&wood factory |      |
| 2023Summer | 日本レジンアートクラフト協会 | フリー部門       | 凛樹                       |      |
| 2024Summer | エポキシアート協会           | 波部門           | yamatopapa                 |      |
| 2024Summer | エポキシアート協会           | フリー部門       | tsukika                    |      |
| 2024Summer | エポキシアート協会           | アクセサリー部門 | Nami                       |      |
| 2025Summer | 長崎県美術館                 | 波部門           | 24dak                      |      |
| 2025Summer | 長崎県美術館                 | フリー部門       | 蔵〜kura〜                 |      |
| 2025Summer | 長崎県美術館                 | アクセサリー部門 | kumi                       |      |

## 波コレ実行委員会と審査員
エポキシアート協会（株式会社ミナロ）緑川賢司 

日本レジュクラフト協会 首藤淳

日本レジンアートクラフト協会 保坂里奈

Hui Kai Art協会 HIKARU

### ゲスト審査員
三浦 梓

SYOUTA

中島梨恵

YURIE